# Eva Vital
Eva de Noronha Vital (Macao, 8 luglio 1992) è un'ostacolista portoghese, tesserata per lo Sporting Lisbona.

## Biografia
È nata nel 1992 a Macao, attualmente territorio cinese ma all'epoca sotto amministrazione portoghese. Figlia di padre portoghese e madre macaense, si trasferì in Portogallo all'età di sei anni. È la sorella del velocista Ivo Vital.
Specializzata negli ostacoli alti, incominciò la sua carriera di atleta gareggiando dal 2006 al 2009 per l'ACDR Arneirense, società della città di Caldas da Rainha. Nel 2010 passò al Benfica e nel 2016 allo Sporting Lisbona.
Il 23 gennaio 2014 allo Stadio nazionale di Jamor ha ottenuto il record portoghese under 23 nei 60 metri ostacoli con il tempo di 8"23.

## Palmarès
| Anno | Manifestazione    | Sede     | Evento   | Risultato  | Prestazione | Note                          |
| ---- | ----------------- | -------- | -------- | ---------- | ----------- | ----------------------------- |
| 2010 | Mondiali juniores | Moncton  | 100 m hs | Semifinale | 14"18       |                               |
| 2013 | Europei indoor    | Göteborg | 60 m hs  | Batteria   | 8"20        | Miglior prestazione personale |

## Onorificenze
- Trofeo Afonso Lopes Vieira per la personalità sportiva del Distretto di Leiria.
- Medaglia di bronzo al merito della città di Caldas da Rainha.[2]